# Frank J. Fletcher
Pour les articles homonymes, voir Fletcher.
Frank Jack Fletcher, né le 29 avril 1885 à Marshalltown, Iowa, et mort le 25 avril 1973 à Bethesda, Maryland, est un amiral de la Marine des États-Unis qui a combattu pendant la guerre du Pacifique, principalement comme commandant supérieur à la mer des forces américaines, lors des batailles de la mer de Corail, de Midway, à l'attaque de Guadalcanal et à la bataille des Salomon orientales. 
Il n'a plus exercé ensuite de commandements à la mer en première ligne, alors que dans les quatre batailles qu'il a livrées pour aucune perdue, six porte-avions japonais ont été détruits contre quatre porte-avions américains. Selon John B. Lundstrom, « Avec Fletcher, véritablement un amiral de combat qui n'a jamais perdu une bataille, rien n'a été pardonné et très peu a été applaudi. »

## Carrière
Frank J. Fletcher, né en 1885, est entré à l'Académie navale d'Annapolis en 1902. Diplômé en 1906, il est classé 26e sur 116. Nommé enseigne de vaisseau (ensign) en 1908, il embarque sur les cuirassés USS Rhode Island, Ohio, et Maine, ainsi que sur le yacht USS Eagle et la frégate à vapeur USS Franklin. En 1909, il est affecté au destroyer USS Chaucey, qui fait partie de la Flottille de Torpilleurs d'Asie. En 1910, il reçoit le commandement du destroyer USS Dale et en 1912 de l'USS Chaucey. Transféré peu après sur le cuirassé USS Florida, le lieutenant Fletcher participe à l'occupation de Veracruz en avril 1914 et reçoit la Médaille d'Honneur (Medal of Honor) pour sa conduite dans cette opération. Il devient, en juin 1914, aide de camp (flag lieutenant (en)) à l'état-major du  commandant-en-chef de la Flotte de l'Atlantique (c'est à l'époque, son oncle, l'amiral Frank Friday Fletcher). Au bout d'un an, il rentre aux États-Unis, à l'Académie Navale d'Annapolis, au Département Exécutif.

### Première Guerre mondiale et entre-deux-guerres

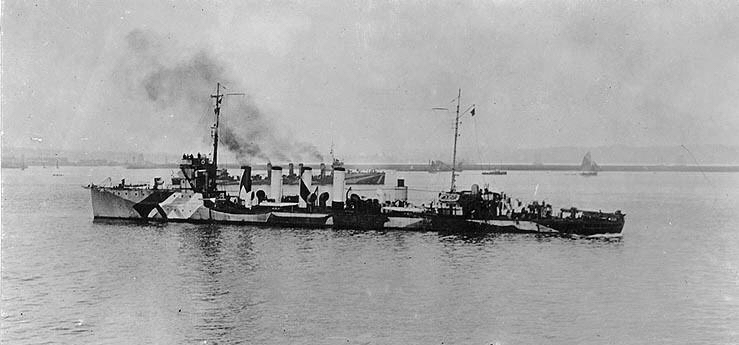
Le destroyer USS Benham (DD-49) quittant le port de Brest, le 22 octobre 1918.

Après l'entrée en guerre des États-Unis, Fletcher sert comme officier de tir sur le cuirassé USS Kearsarge à partir de septembre 1917, puis exerce le commandement du yacht USS Margaret (SP-527), dont il fait constater l'état déplorable. En février 1918, il est affecté au destroyer USS Allen, puis le lieutenant commander Fletcher commande le destroyer USS Benham, et pour son action au cours de patrouilles dans les eaux européennes, il reçoit la Navy Cross.
D'octobre 1918 à février 1919, il concourt à l'achèvement du destroyer USS Crane à San Francisco. Il devient alors commandant du destroyer USS Gridley. En avril 1919, il est affecté au Bureau of Navigation de l'U.S. Navy, jusqu'en septembre 1922. Il rejoint alors la flotte d'Asie (United States Asiatic Fleet), où il exerce le commandement du destroyer USS Whipple, de la canonnière USS Sacramento (PG-19), du ravitailleur de sous-marin USS Rainbow (AS-7), enfin de la base de sous-marins de Cavite. Il est affecté à l'arsenal de Washington, de 1925 à 1927. En 1928, il souhaite recevoir une formation de pilote, mais ne peut l'obtenir pour une faiblesse d'acuité visuelle. Le commander Fletcher est nommé alors commandant-en-second du cuirassé USS Colorado et suit les cours de l'École de guerre navale (Naval War College) en 1929-1930, puis de l'École de guerre de l'Armée des États-Unis (United States Army War College) en 1930-31, pour se préparer à des responsabilités de commandement stratégique.
Promu captain en 1931, il devient chef d'état-major du commandant-en-chef de la flotte d'Asie en août 1931. À partir de l'été 1933, il exerce les fonctions d'aide-de-camp du secrétaire d'État à la Marine, Claude A. Swanson. En juin 1936, il est nommé commandant du cuirassé USS New Mexico, navire amiral de la 3e division de cuirassés. Après avoir été chef-adjoint du bureau de la navigation de l'U.S. Navy, en 1938, il est promu contre-amiral en novembre 1939, et regagne le Pacifique, où il exerce le commandement de la 3e division de croiseurs, puis de la 4e division de croiseurs en juin 1940.

### Seconde Guerre mondiale
En ces premiers jours de décembre 1941, la 4e division de croiseurs, avec les croiseurs lourds USS New Orleans, Astoria, Minneapolis, et San Francisco et commandée par le contre-amiral Fletcher, fait partie de la Task Force 3 ou force d'éclairage de la flotte du Pacifique avec l'USS Lexington qui porte la marque du vice-amiral Wilson W. Brown, la 6e division de croiseurs, une division de destroyers, et une division de dragueurs de mines. Le contre-amiral Kinkaid qui devait prendre la suite du contre-amiral Fletcher n'est pas encore arrivé à Hawaï, lors de l'attaque de Pearl Harbor, à laquelle échappe la Task Force 3, en manœuvres, le 7 décembre, au sud d'Oahu.

#### La participation aux raids de porte-avions (décembre 1941-mars 1942)
Les Japonais ont aussitôt entrepris d'accroître leur périmètre défensif en débarquant à Guam, possession américaine au sud de l'archipel des Mariannes, ainsi que dans le protectorat britannique des îles Gilbert et sur l'atoll de Wake. Ils y ont partout réussi rapidement, sauf à Wake, où la défense des marines a repoussé un débarquement le 11 décembre. Dès le 12, un renfort d'avions y était acheminé par l'USS Enterprise. Le 14 décembre, l'USS Saratoga est arrivé à Pearl Harbor, venant de San Diego, et une Task Force 17 est constituée aux ordres du contre-amiral Fletcher avec ce porte-avions et la 4e division de croiseurs. Le contre-amiral Flechter, qui a sa marque sur l'USS Astoria, appareille le 15, avec le ravitailleur d'hydravions USS Tangier (en), chargé de matériel pour Wake, et le pétrolier USS Neches (en) pour atteindre Wake le 24. Mais la progression est lente, et le 21, il est encore à 600 nautiques de Wake, car la vitesse du pétrolier ne dépasse pas 12 nœuds et le ravitaillement à la mer n'est pas encore une technique bien maîtrisée. Sur la foi d'un renseignement annonçant l'arrivée dans les parages de Wake de porte-avions japonais, le vice-amiral Pye, qui assure par intérim le commandement en chef de la flotte du Pacifique annule finalement l'opération, le 22 décembre, au grand désappointement du contre-amiral Fletcher. Les marines de Wake sont contraints à la reddition le lendemain, les porte-avions Sōryū et Hiryū assurant la couverture de l'attaque. 
Le 29 décembre 1941, le contre-amiral Kinkaid prend la tête de la 4e division de croiseurs. Courant janvier, le contre-amiral Fletcher, au commandement de la Task Force 17 constituée autour l'USS Yorktown,, escorte un convoi qui renforce en troupes les Samoa, puis va bombarder Jaluit, dans les îles Marshall et Makin dans, les îles Gilbert. En février, opérant conjointement avec la TF 11, il va exécuter des raids sur des positions japonaises du Pacifique central, en Nouvelle-Guinée à Lae et Salamaua,, puis couvre, en mars, les communications Hawaï-Australie.

#### La bataille de la mer de Corail (3-8 mai 1942)
Début mai 1942, l'amiral Yamamoto qui souhaitait, en attaquant l'île de Midway, attirer la flotte américaine du Pacifique dans une « bataille décisive », a accepté, à la demande de l'État-Major de l'Armée, de distraire la 5e division de porte-avions (les Shōkaku et Zuikaku), aux ordres du contre-amiral Hara, pour couvrir l'opération Mo, qui consistait à aller débarquer à Port Moresby, sur la côte sud-est de la Papouasie, pour assurer la sécurité de la base que les Japonais avaient installée à Rabaul en Nouvelle-Bretagne, contre une contre-offensive australienne, et débarquer à Guadalcanal et à Tulagi, dans l'archipel des îles Salomon, pour attaquer la liaison entre Hawaï et l'Australie,.

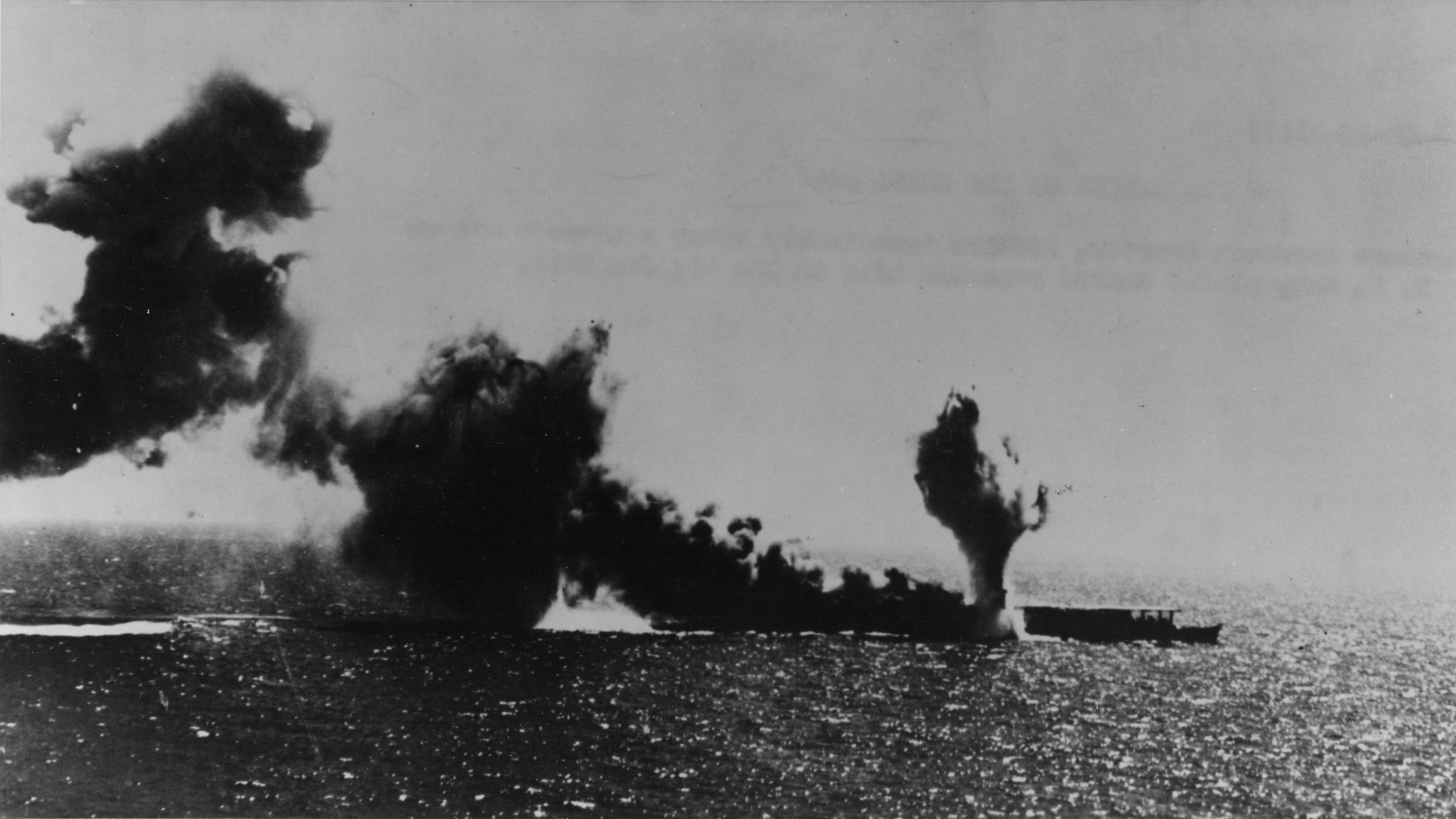
Le Shōhō touché par une torpille d’un avion de l’ (7 mai 1942)

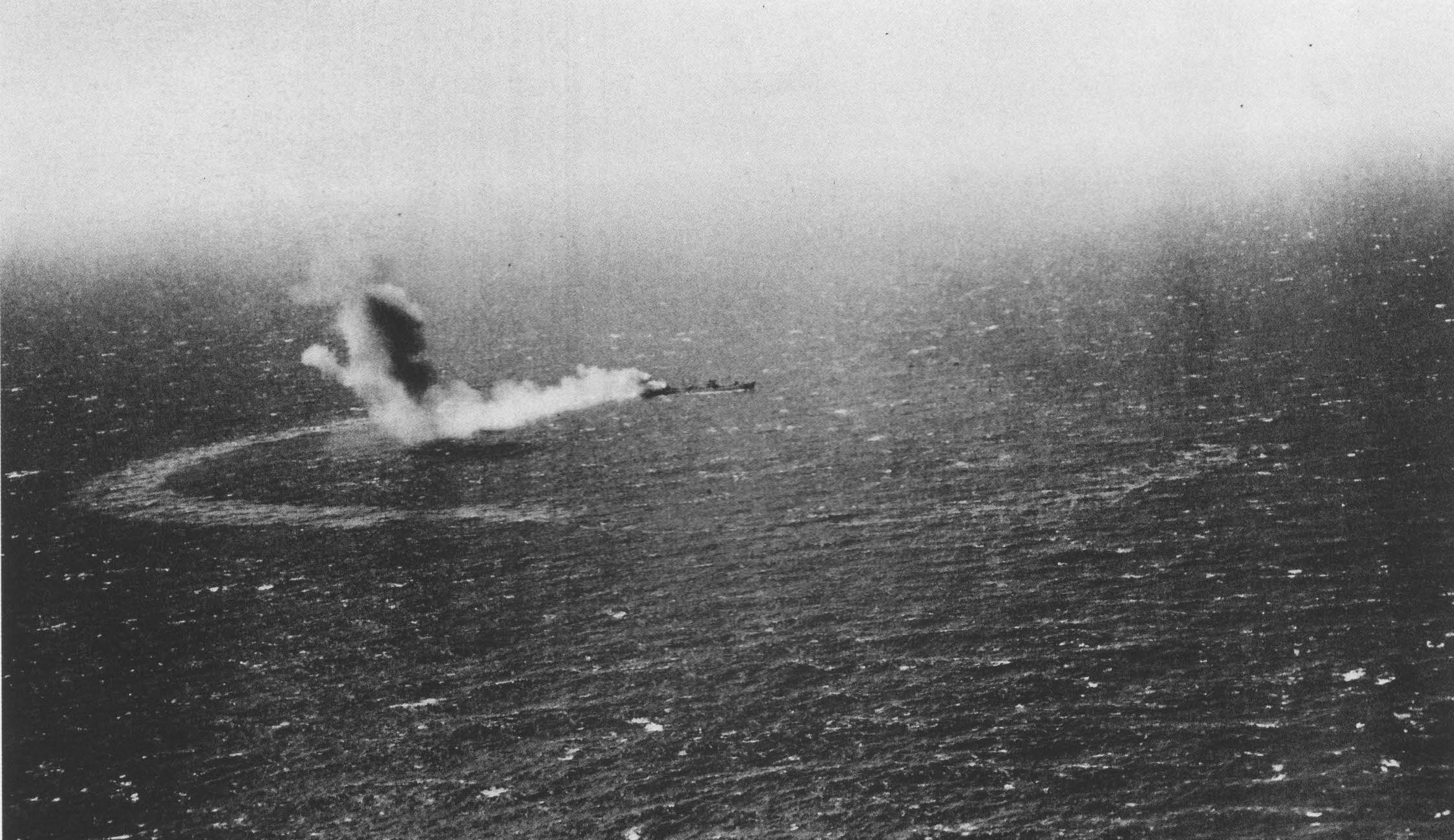
Le Neosho (en haut au centre) en train de bruler et coulant lentement après l'attaque des bombardiers en piqué japonais.

Renseigné, grâce au déchiffrage du code japonais, sur les objectifs de l'ennemi, l'amiral Nimitz a envoyé deux Task Forces prendre position au sud-est des îles Salomon, en mer de Corail,, la TF 11 constituée autour du porte-avions USS Lexington commandée par le contre-amiral Fitch qui avait remplacé en avril le vice-amiral Brown, et la TF 17 constituée autour du porte-avions Yorktown, commandée par le contre-amiral Fletcher, désigné comme commandant supérieur à la mer du côté américain, en attente de l'arrivée du vice-amiral Halsey, qui se hâtait depuis Pearl Harbor, avec la TF 16 (porte-avions USS Enterprise et Hornet) de retour du raid sur Tokyo. 

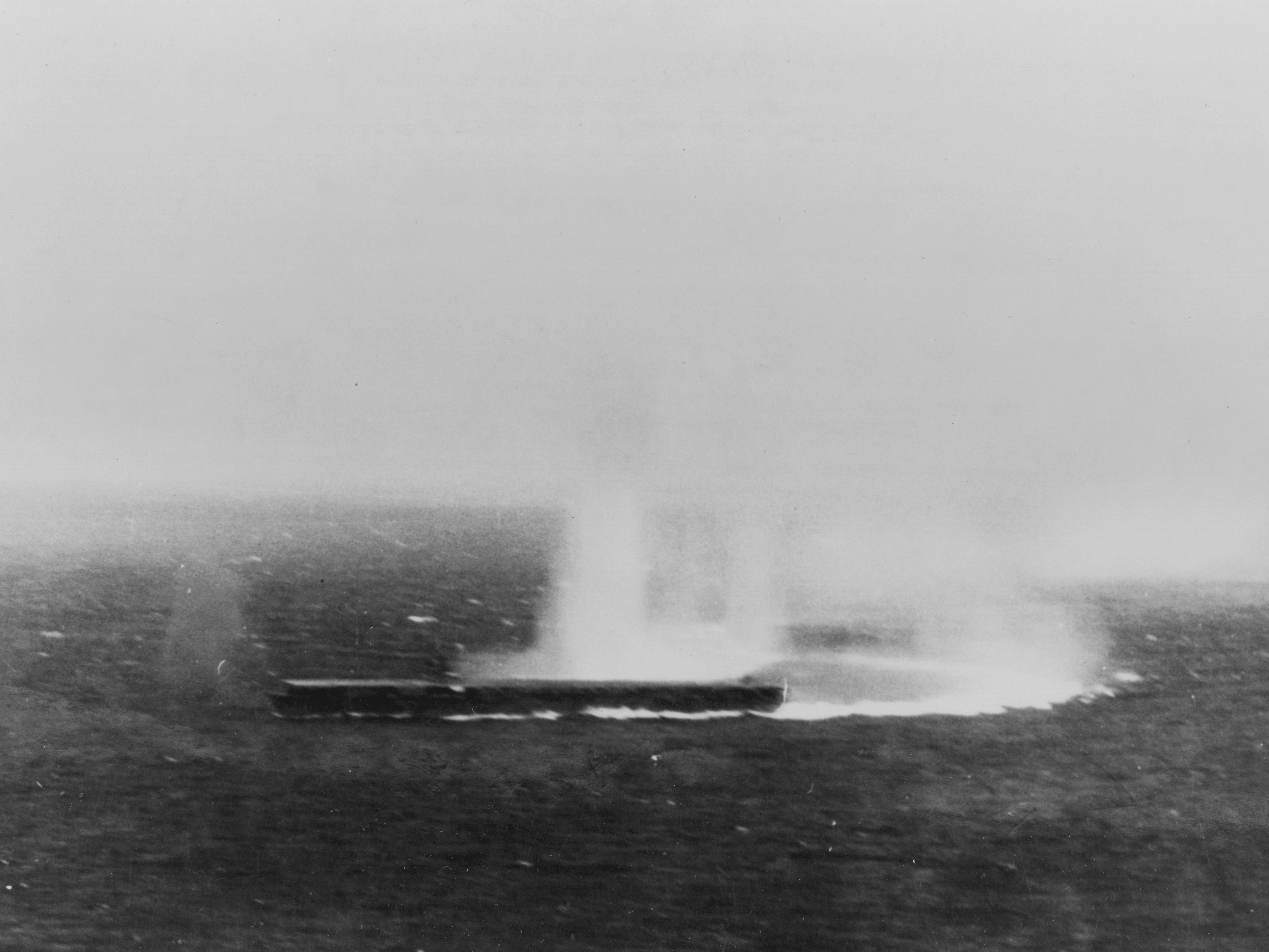
Le Shōkaku attaqué par les avions de l' au matin du 8 mai 1942. On remarquera, à tribord, les gerbes provoquées par des torpilles d'avion qui l'ont manqué de peu.

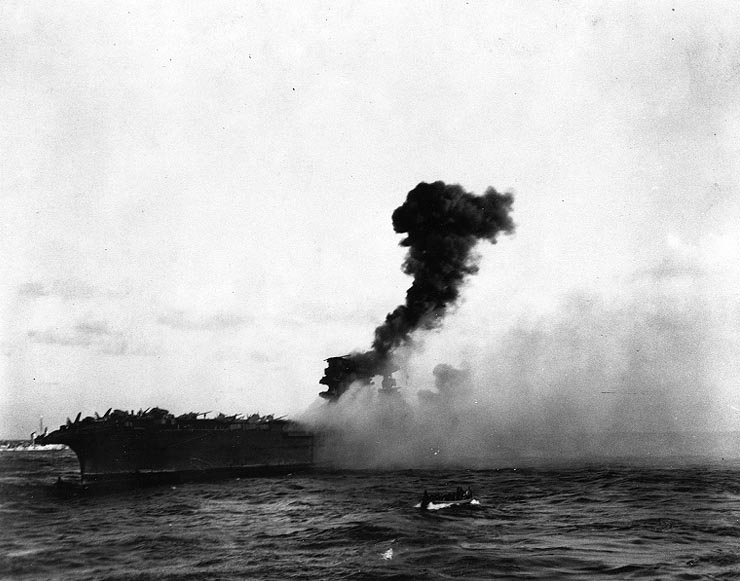
Explosion sur l'USS Lexington, dans l'après-midi, du 8 mai 1942

L'aviation embarquée de l'USS Yorktown a frappé le premier coup en bombardant, dès le 4 mai au matin, devant Tulagi, la force d'invasion commandée par le contre-amiral Shima. Le 5, les grands porte-avions japonais arrivant de Truk, accompagnés de deux croiseurs lourds aux ordres du vice-amiral Takagi, entraient en mer de Corail, en contournant l'île de San Cristóbal, à l'est de Guadalcanal.
Le 6, un porte-avions japonais était repéré, à côté de Bougainville. L'aviation embarquée américaine le coulait le lendemain dans l'archipel des Louisiades. Mais ce n'était que le porte-avions léger Shōhō, qui devait assurer la couverture aérienne du convoi qui devait attaquer Port Moresby. Ce convoi se trouvant privé de couverture aérienne, le vice-amiral Inoue, commandant en chef de la 4e flotte, responsable de l'ensemble de l'opération Mo, a décidé de différer cette attaque. Dans le même temps, les grands porte-avions japonais à qui un porte-avions et un croiseur américains avaient été signalés de façon erronée, sont passés à l'attaque. Ils ont immobilisé le pétrolier USS Neosho et coulé son destroyer d'escorte, l'USS Sims. Une attaque de l'aviation embarquée japonaise a été lancée en fin d'après-midi, le 7 mai, par les amiraux Takagi et Hara, mais n'a pas réussi à repérer les porte-avions américains.
Le 8 mai, enfin, les aviations embarquées des deux camps ont repéré et attaqué les grands bâtiments adverses. Le Shōkaku a été endommagé gravement, le Zuikaku plus légèrement. Les USS Yorktown et Lexington ont été sévèrement touchés. Avec le secours d'un de ses destroyers d'escorte, l'USS Morris, les équipes de sécurité de Lady Lex ont lutté plusieurs heures contre les incendies, mais la situation empirant, il fallut se résoudre à l'abandonner et le destroyer USS Phelps lui a finalement envoyé trois torpilles. Les pertes se sont élevées à 216 tués sur un équipage de plus de 2 800 personnes, sans aucun noyé,. Les porte-avions japonais sont rentrés à Truk, escortés de deux croiseurs lourds Furutaka et Kinugasa, puis au Japon. L'USS Yorktown a regagné Pearl Harbor, où il a été réparé à temps pour être présent à la bataille de Midway, ce qui ne fut pas le cas des Shōkaku et Zuikaku.
Au total, la bataille de la mer de Corail, première bataille de l'histoire entre porte-avions combattant « au-delà de l'horizon », a été une victoire tactique de l'aéronautique navale japonaise, qui a coulé un porte-avions lourd américain, et n'a perdu qu'un porte-avions léger. Mais ce fut un double échec stratégique pour les Japonais, qui ne sont pas parvenus à perturber la liaison Hawaï-Australie, et ont été privés de leurs deux plus puissants porte-avions pour la bataille « décisive » de Midway.

#### La bataille de Midway (4-6 juin 1942)
La maladie qui a frappé alors le vice-amiral Halsey a abouti à confier au contre-amiral Spruance le commandement de la TF 16 (c'est-à-dire des USS Enterprise, commandé par le captain Murray, et Hornet commandé par le captain Mitscher), et au contre-amiral Kinkaid le commandement du TG 16.2. La TF 16 a quitté Pearl Harbor le 28 mai. La TF 17, aux ordres du contre-amiral Fletcher, a appareillé le 30 mai, aussitôt que l'USS Yorktown a été  de nouveau opérationnel. C'est le contre-amiral Fletcher qui, étant le plus ancien, était le commandant supérieur à la mer.

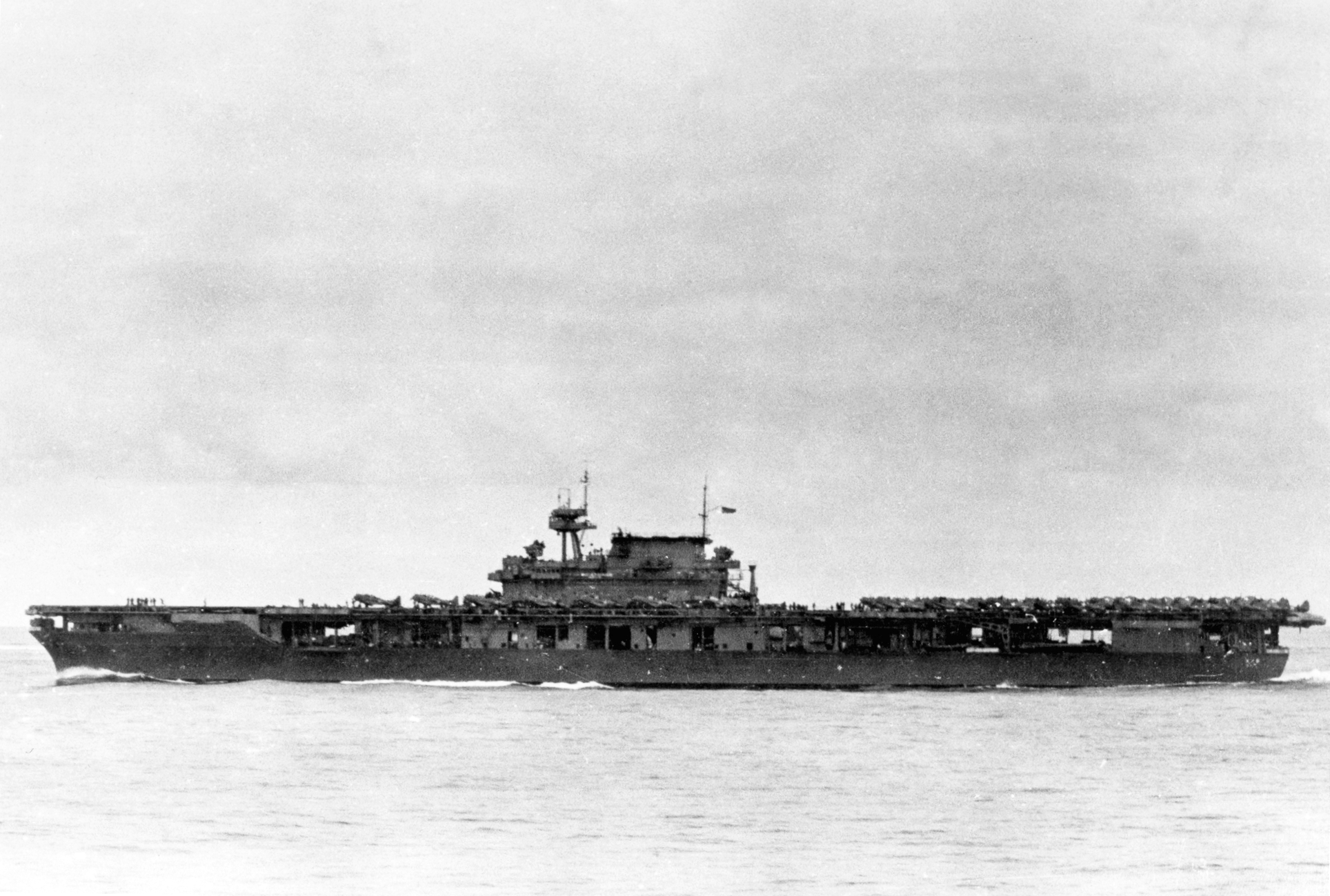
L' le matin du 4 juin 1942

Le commandant en chef de la flotte du Pacifique, l'amiral Nimitz, savait, grâce aux décryptage de messages japonais, que l'objectif japonais était l'atoll de Midway et avait une idée précise des forces japonaises engagées pour cette opération. Il a donc envoyé ses trois porte-avions prendre position à environ 350 nautiques au nord-est de Midway. En revanche, l'amiral Yamamoto, commandant en chef de la Flotte combinée, qui était à la mer sur le cuirassé géant Yamato, ignorait quelles forces il allait devoir affronter, les porte-avions américains n'ayant pas été repérés par un barrage de sous-marins mis en place après leur passage et une reconnaissance par hydravion à long rayon d'action (opération K) n'ayant pu avoir lieu, . Mais l'idée de manœuvre était de débarquer à Midway, pour provoquer ainsi une sortie de la Flotte du Pacifique, et d'engager alors une « bataille décisive »

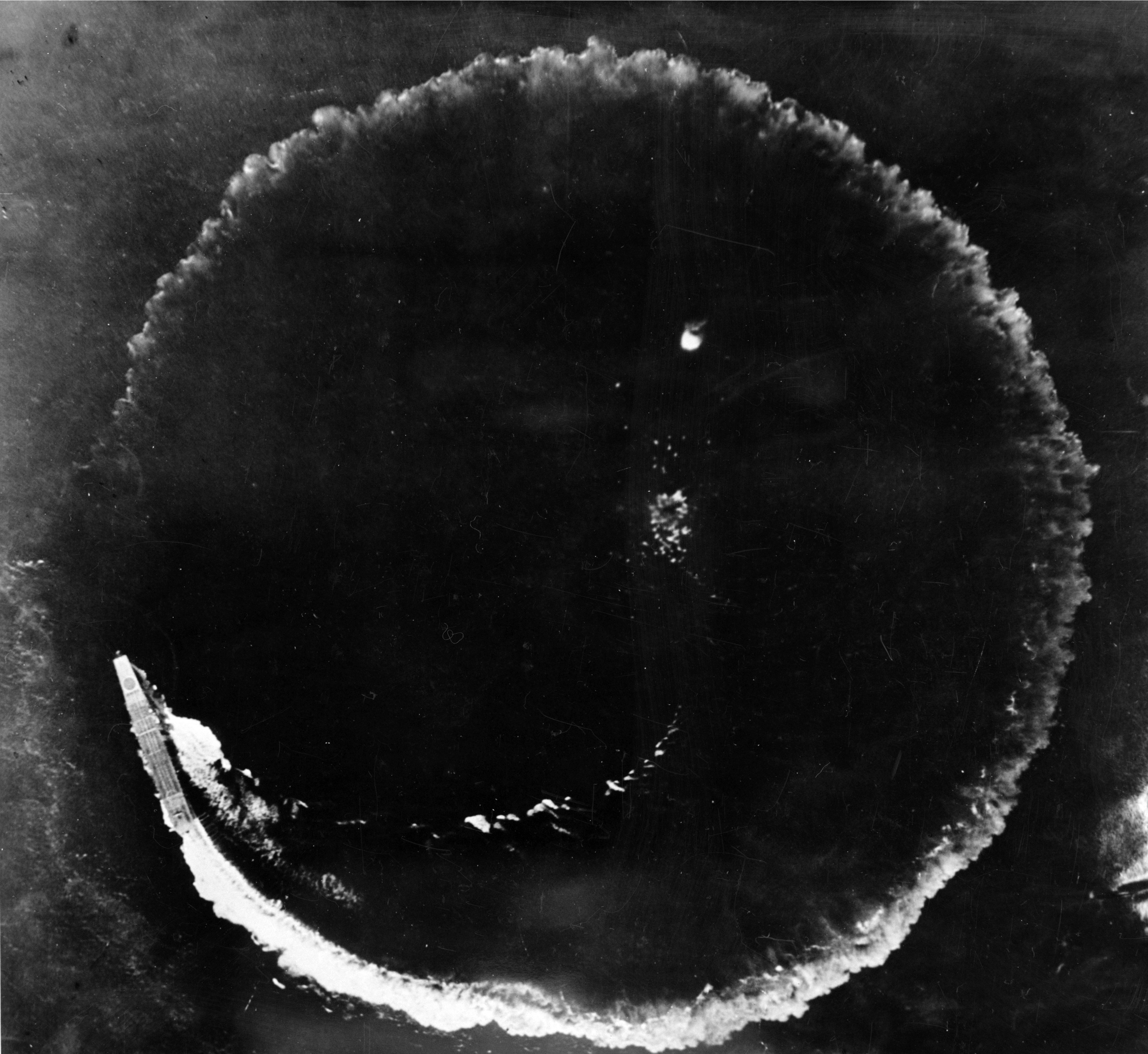
LeSoryu manœuvre pour échapper aux bombes de “Forteresses volantes” B-17, qui ont décollé de Midway

Le 4 juin 1942 au matin, la bataille a commencé, vers 6 h 20, par un bombardement de Midway, par l'aviation embarquée des porte-avions de la 1re Flotte Aéronavale du vice-amiral Nagumo. Des installations ont été endommagées et des appareils ont été détruits, mais la base demeurait opérationnelle. La riposte vint d'abord de l'aviation américaine basée à Midway, sans grands résultats. Le vice-amiral Nagumo, sans informations sur la position des forces américaines et particulièrement des porte-avions, a hésité entre lancer une deuxième vague d'assaut ou attendre, pour attaquer les porte-avions lorsqu'ils auraient été repérés, car l'armement des appareils différait selon qu'ils auraient à mener leur action contre navires ou contre la terre. Il a reçu de premières informations, assez imprécises, sur la présence de porte-avions américains à la mer, vers 7 h 40, alors qu'il avait décidé, vers 7 h 15, de lancer une deuxième vague contre Midway. Le commandant de la 2e division de porte-avions, le contre-amiral Yamaguchi, était d'avis d'aller aussitôt attaquer les bâtiments américains avec tous les appareils immédiatement disponibles, mais le vice-amiral Nagumo a préféré changer l'armement des avions au préalable, et attendre le retour de la première vague.

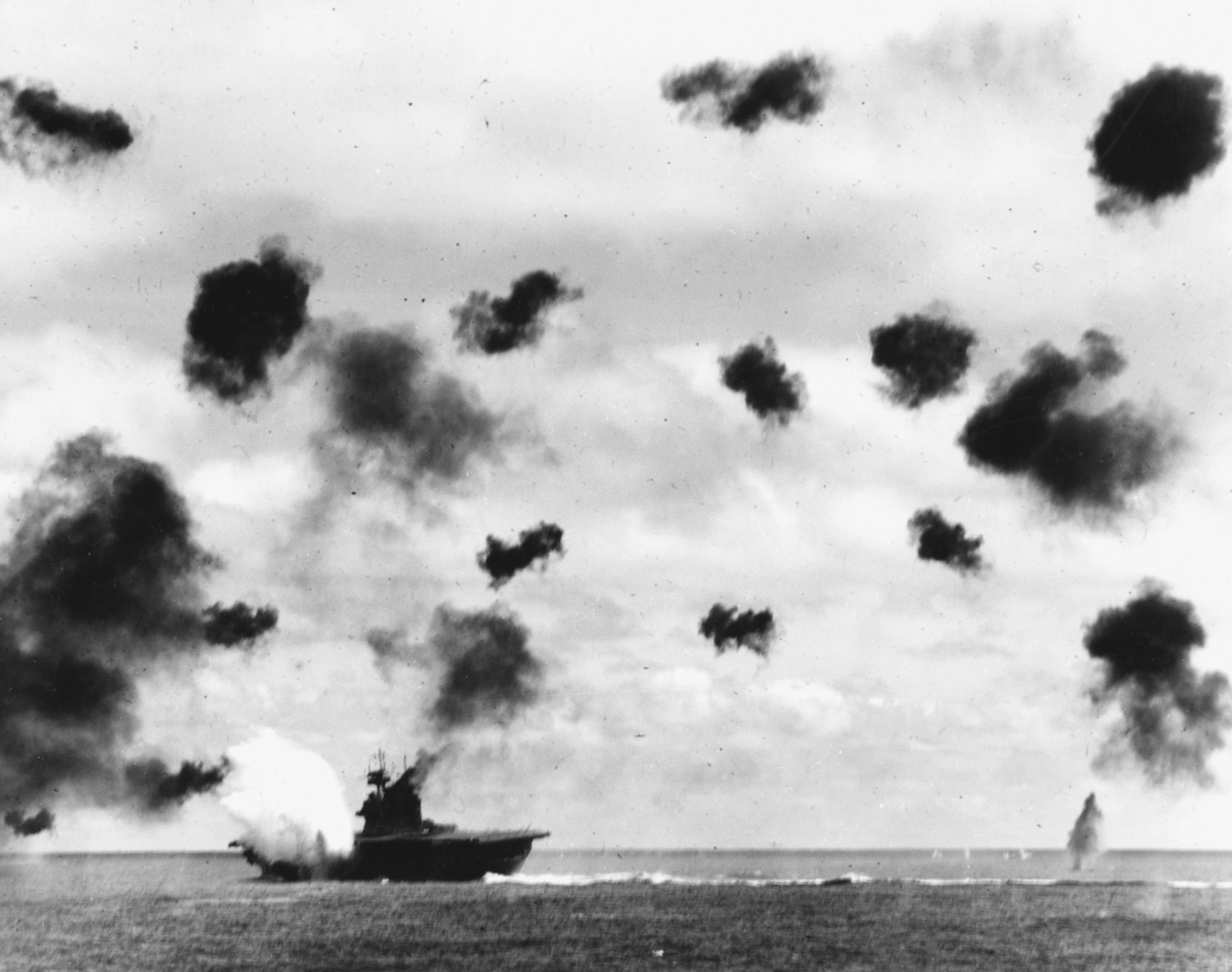
L', touché par une torpille aérienne d'un avion du Hiryū, dans l'après midi du 4 juin.

Dès qu'il a disposé vers 6 h du résultat d'une reconnaissance effectuée par un “Catalina”, qui plaçait les porte-avions japonais à 330 km au nord-est de Midway, le contre-amiral Fletcher a demandé au contre-amiral Spruance de lancer une attaque dès que possible, la TF 17 restant en réserve pour contrer une attaque japonaise. Mais les équipages de la TF 16 n'avaient pas l'expérience du combat aéronaval que l'USS Yorktown avait acquise en mer de Corail, et les premières escadrilles n'ont décollé que vers 7 h des USS Enterprise et Hornet, celles de l'USS Yorktown ont décollé vers 8 h et toutes se sont lancées à la recherche des porte-avions japonais, ce qui n'alla pas sans mal. Les premières attaques des bombardiers torpilleurs de l'USS Enterprise et de l'USS Hornet menées vers 9 h 20-9 h 40 sans coordination, se sont heurtées aux “Zero” des patrouilles de défense aérienne, qui les ont malmenées leur faisant subir de très fortes pertes. Si elles n'ont pas porté de coups décisifs, elles ont toutefois dispersé les chasseurs des patrouilles aériennes de combat japonaises sur plusieurs cibles, et perturbé la préparation de la riposte des bombardiers en piqué et des bombardiers-torpilleurs.
Les bombardiers en piqué “Dauntless” des escadrille VB-6 et VS-6 de l'USS Enterprise, qui avaient longtemps vainement recherché les porte-avions japonais au point de se trouver très à court de carburant, sont passés à l'attaque vers 10 h 20. Ils ont durement frappé le Kaga, qui a reçu quatre ou cinq bombes, et l'Akagi qui n'a reçu qu'une bombe, mais aux effets dévastateurs. Quelques minutes plus tard, l'escadrille VB-3 de l'USS Yorktown mit quatre bombes sur le Sōryū. Trois des quatre porte-avions japonais étaient en feu, et ont dû être abandonnés et ultérieurement sabordés.

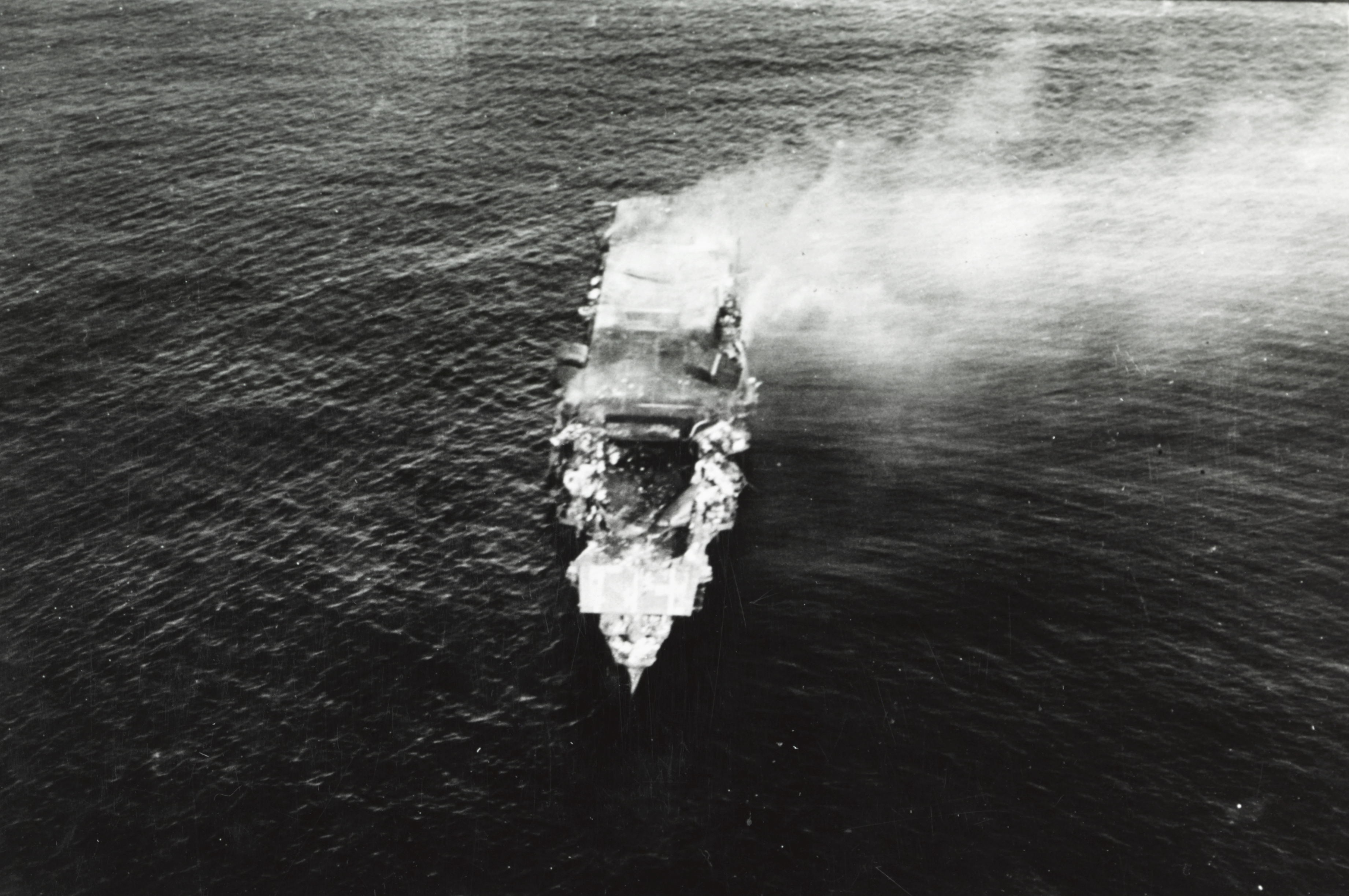
Le Hiryu, évacué, brule toujours, le 5 juin au matin

Vers midi, une attaque partie du quatrième porte-avions japonais, le seul demeuré indemne, le Hiryū, navire amiral du contre-amiral Yamaguchi, atteignit l'USS Yorktown. Touché par trois bombes, en feu, celui-ci fut immobilisé, et les pilotes japonais le donnèrent pour perdu. Le contre-amiral Fletcher a alors transféré sa marque sur l'USS Astoria. Mais les équipes de sécurité réussirent à maîtriser les incendies et à le remettre en route. À 13 h 20, il filait 20 nœuds, et avait repris les opérations avec son groupe aérien. Il fut attaqué une seconde fois, une heure plus tard, et reçut deux torpilles. Vers 15 h, la gîte atteignant 26°, il fallut l'évacuer. Convaincus d'avoir mis hors de combat un second porte-avions américain, et croyant avoir ainsi neutralisé tous les porte-avions américains, les Japonais ont été surpris, vers 16 h 30, par l'attaque venue des porte-avions du contre-amiral Spruance, et quatre bombes ont incendié le Hiryu, qui a brûlé toute la nuit avant de couler le lendemain matin.
Les porte-avions américains ont, en fin d'après-midi du 4 juin, mis le cap à l'est, tandis que l'amiral Yamamoto qui avait cru, un moment, pouvoir rameuter les porte-avions opérant dans les parages des îles Aléoutiennes a dû, dans la nuit, se résoudre à mettre le cap sur le Japon. Les avions de la TF 16 ont encore coulé le Mikuma et endommagé gravement le Mogami, le 6 juin. Le sous-marin japonais I-168, quant à lui, a torpillé l'USS Yorktown, en route en remorque vers Pearl Harbor. Le porte-avions a chaviré le 7 au matin.
Le 26 juin, le contre-amiral Fletcher a été promu vice-amiral.

#### Devant Guadalcanal (7 août - 30 septembre 1942)
Les plans établis avant guerre aux États-Unis (Plan orange et Plan Dog) prévoyaient qu'en cas d'attaque japonaise dans le Pacifique, la priorité devait être donnée au maintien de la liaison maritime avec l'Australie plutôt qu'à la défense des Philippines ou de l'Insulinde. Or, le débarquement japonais dans les îles Salomon, début mai, était une menace directe pour cette ligne de communication, avec la construction d'une base d'hydravions sur Florida et d'un terrain d'aviation, à la pointe Lunga, au nord de Guadalcanal. Aussi l'amiral King, commandant en chef de la flotte des États-Unis et chef des opérations navales demanda et obtint l'autorisation de monter une opération dans le secteur des îles Salomon, mais à la condition que ce soit avec les seuls moyens de l'U.S. Navy et du Corps des Marines des États-Unis dans le Pacifique, en ces temps où le mot d'ordre était « Germany first ». Ce fut l'opération Watchtower.
L'USS Saratoga, après plusieurs mois de réparations aux chantiers navals du Puget Sound, à Bremerton (Washington), était arrivé à Pearl Harbor, venant de San Diego, le 6 juin. Il a rejoint la TF 16, revenant de Midway et le contre-amiral Fletcher y a mis sa marque, avant de rentrer à Pearl Harbor le 13 juin. Le contre-amiral Spruance ayant été nommé chef d'état-major du commandant en chef de la flotte du Pacifique, et le vice-amiral Halsey étant toujours indisponible, c'est le contre-amiral Kinkaid qui a reçu le commandement de la TF 16. Le 10 juin, l'USS Wasp et le cuirassé moderne USS North Carolina qui avaient franchi le canal de Panama, ont fait escale à San Diego, le 19, puis l'USS Wasp a gagné le Pacifique central en juillet, les îles Tonga, puis les îles Fidji.

##### Le débarquement à Guadalcanal et la bataille de Savo
Le 22 juillet, la TF 62, aux ordres du contre-amiral Turner a quitté Wellington, en Nouvelle-Zélande, avec à bord de ses transports environ 16 000 Marines, commandés par le major-général du Corps des Marines A. Vandegrift. La couverture rapprochée était assurée par six croiseurs (quatre américains et deux australiens) des TG 62.2 et 62.3. La couverture éloignée était assurée par la Task Force 61, provenant du rassemblement de trois Task Forces américaines : 
- la TF 11, constituée autour de l'USS Saratoga, qui portait la marque du vice-amiral Fletcher, commandant supérieur à la mer[36],
- la TF 16, autour du porte-avions USS Enterprise et du cuirassé USS North Carolina, aux ordres du contre-amiral Kinkaid,
- la TF 18, autour de l'USS Wasp commandée par le contre-amiral Noyes qui a rejoint directement devant Guadalcanal.

Après une répétition du débarquement, dans les îles Fidji, du 26 au 30 juillet, le cap a été mis sur les îles Salomon,

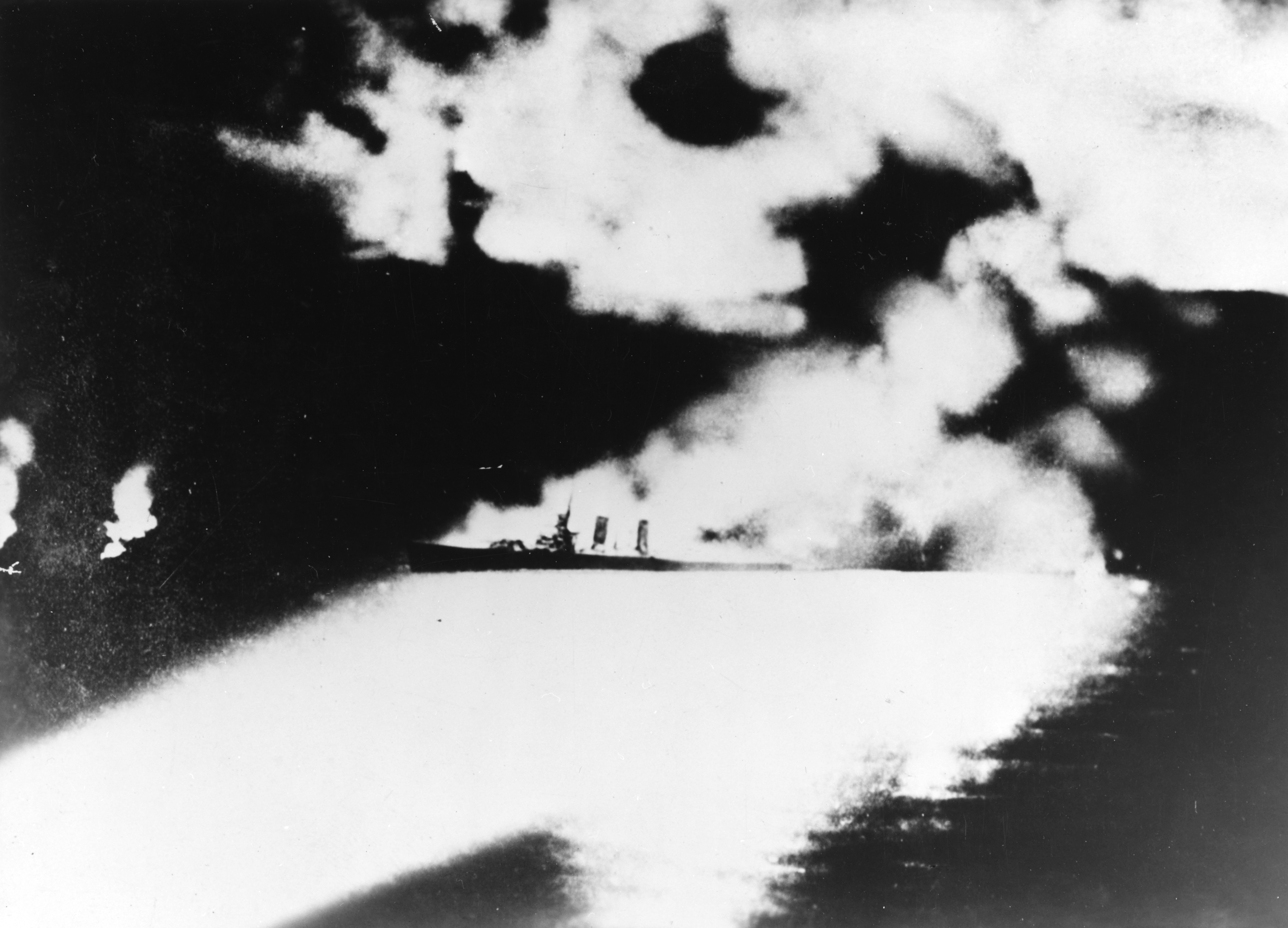
Éclairé par les croiseurs japonais, l' est en train de couler, à la bataille de Savo, le 9 août 1942

Le 7 août, les U.S. Marines ont débarqué à Tulagi, sur l'île Florida, sous la protection de l'USS Wasp et à Guadalcanal sous la protection des USS Enterprise et Saratoga,. Soucieux des pertes de l'aviation de chasse embarquée, et du niveau de carburant restant sur ses destroyers, le vice-amiral Fletcher s'est retiré avec les porte-avions, dès le lendemain. Or dans le même temps, le vice-amiral Mikawa, nommé depuis peu à la tête d'une nouvelle 8e flotte japonaise, dont le QG était à Rabaul, avait organisé un raid sur Guadacanal, avec sept croiseurs dont cinq lourds. Dans la nuit du 8 au 9 août, alors que son escadre avait été repérée, mais sans qu'elle ait été signalée, il a surpris les croiseurs de la couverture rapprochée, près de l'île de Savo, et a coulé trois croiseurs américains et un croiseur australien, et très gravement endommagé un quatrième croiseur américain, ne subissant que des dégâts légers. N'ayant pas connaissance du retrait des porte-avions, dont il craignait l'intervention, le lendemain matin, pendant son retour vers sa base, le vice-amiral Mikawa s'est prudemment retiré très vite, sans attaquer les transports qui se trouvaient au mouillage, à 20 nautiques plus à l'est, devant la pointe Lunga.

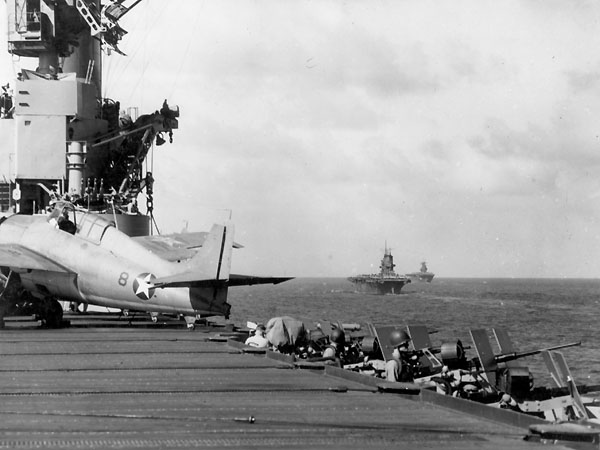
Les porte-avions américains, ici les Wasp, Saratoga et Enterprise, assurant la couverture aérienne de Guadalcanal le 12 août 1942

Ce retrait rapide des porte-avions a été reproché au vice-amiral Fletcher et lui valut une solide impopularité parmi les Marines qui se sont sentis abandonnés sans protection. Cependant jusqu'à ce que le terrain d'aviation d'Henderson ait pu être rendu opérationnel par les Américains, vers le 20 août, ce sont les porte-avions des TF 11, 16 et 18 qui ont fait face aux attaques quotidiennes de la 11e flotte aérienne japonaise, basée autour de Rabaul et commandée par le vice-amiral Tsukahara.

##### La bataille des Salomon orientales
Trois jours plus tard, une nouvelle et importante attaque japonaise a eu lieu, pour renforcer les troupes japonaises débarquées sur Guadalcanal et déloger les US Marines. La 3e flotte du vice-amiral Nagumo, avec deux grands porte-avions de la classe Shokaku et la 2e flotte du vice-amiral Kondō, à laquelle avait été rattaché le porte-avions léger Ryūjō étaient à la mer, avec un convoi de renfort de troupes, escorté par des destroyers de la 2e escadre du contre-amiral Tanaka. Mais le vice-amiral Fletcher et ses porte-avions avaient toujours pour mission de couvrir les approches des îles Salomon. Sans renseignements précis sur la position des grands porte-avions japonais, le vice-amiral Fletcher a cru possible d'envoyer l'USS Wasp se ravitailler à Éfaté aux Nouvelles-Hébrides. 

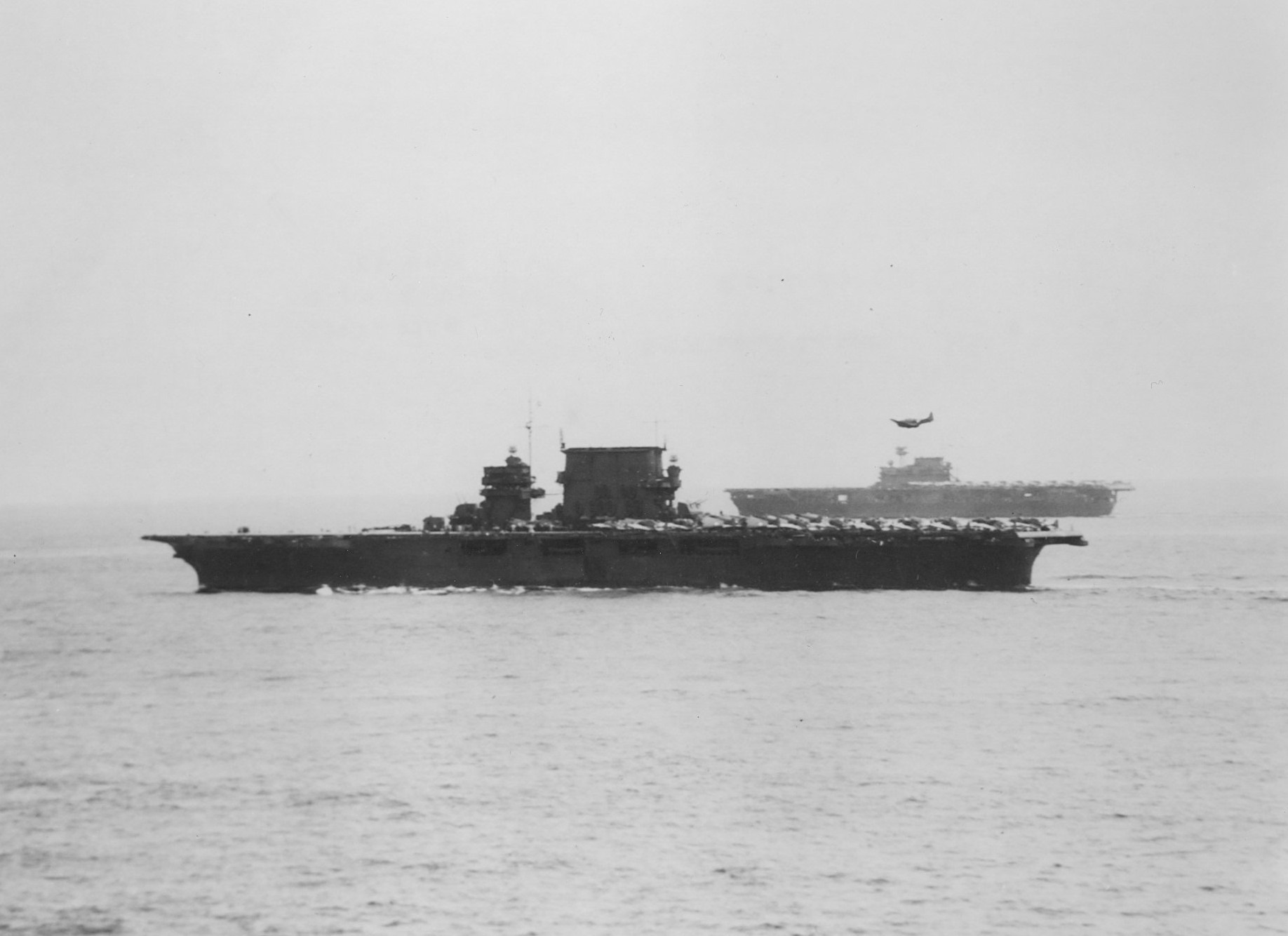
Les (au premier plan) et, en août 1942

Lancé en avant-garde par le vice-amiral Kondō pour aller bombarder Henderson Field, le Ryūjō, repéré par l'aviation basée sur Guadalcanal, a été attaqué par l'aviation embarquée de l'USS Saratoga, dans l'après-midi du 24 août et coulé en fin de journée . Les grands porte-avions japonais sont passés à l'attaque, au même moment. Au sein de la TF 16, la présence de l'USS North Carolina marquait le retour du cuirassé moderne sur le champ de bataille, avec une puissante batterie de défense contre avions à longue portée de dix tourelles doubles de 127 mm. Mais la disposition des navires au sein de la TF 16 s'avéra déficiente, avec les croiseurs sur l'avant du porte-avions et le cuirassé en arrière, qui ne pouvait filer que 27-28 nœuds et se trouva distancé quand le porte-avions se mit à filer 30 nœuds et plus. L'aviation embarquée japonaise a ainsi pu placer, en quelques minutes, vers 16 h 45, trois bombes sur l'USS Enterprise, tuant 74 membres de l'équipage. Les efforts extraordinaires des équipes de sécurité ont permis au porte-avions de continuer à mettre en œuvre son groupe aérien, mais après que les aviations embarquées eurent des deux côtés échoué à retrouver leurs adversaires, les porte-avions se sont retirés. Le lendemain matin, le convoi du contre-amiral Tanaka a été repéré par l'aviation d'Henderson Field. Après que son navire amiral, le croiseur Jintsu, eut été endommagé, le contre-amiral Tanaka, blessé, a transféré sa marque sur un destroyer, et conduit le convoi au mouillage des îlots Shortland, tandis que, sur Guadalcanal, les troupes japonaises avaient été battues à la bataille du Tenaru.

#### Dans le Pacifique Nord (novembre 1942-septembre 1945)
L'amiral King, chef des opérations navales, a critiqué le vice-amiral Fletcher pour ne pas avoir poursuivi la flotte japonaise lorsqu'elle s'est repliée.
Quelques jours plus tard, le 31 août, en accompagnant un convoi rapide de Noumea à Guadalcanal, l'USS Saratoga a encaissé une torpille du sous-marin japonais I-26, et le vice-amiral Fletcher a été légèrement blessé. Il a alors été placé en novembre 1942, à la tête du 13e district naval (en) dont le QG était à Seattle et commandant de la frontière maritime du Nord-Ouest. En septembre 1943, il a été nommé commandant en chef de la Zone du Pacifique nord, position qu'il occupa jusqu'après la fin de la guerre. À ce titre, il a reçu, en septembre 1945, la reddition des forces navales du nord du Japon, en baie de Mutsu.

### Après-guerre
Après la guerre, il a siégé au General Board de l'U.S.Navy, à partir de 1946, et en était le président, lorsqu'il quitta le service actif en mai 1947. Il a alors été promu au grade d'amiral.
Le jugement assez critique porté sur les actions de l'amiral Fletcher vient de ce qu'il a refusé de reconstituer ses archives détruites à partir des documents du Pentagone et qu'il a refusé de rencontrer l'amiral Morison, historiographe officiel de l'U.S. Navy pour la Seconde guerre mondiale. 
L'amiral Fletcher mourut à l'âge de 87 ans, en 1973, à l'hôpital naval de Bethesda. Il est enterré au cimetière national d'Arlington.
La treizième et avant-dernière unité de la classe Spruance, le destroyer USS Fletcher (DD-992), a été baptisée en son honneur.

### En anglais
- (en) Admiral USN Samuel E. Morison, The Rising Sun in the Pacific, 1931 : April 1942, History of United States Naval Operations in World War II, Volume 3
- (en) Admiral USN Samuel E. Morison, The Struggle for Guadalcanal, August 1942 – February 1943, Boston, Little, Brown and Company, coll. « History of United States Naval Operations in World War II », 1948 (OCLC 18472361)
- (en) Donald Macintyre, Famous fighting ships, London New York, Hamlyn, 1975, 160 p. (ISBN 978-0-600-35486-4, OCLC 941404025)
- (en) Edwin T. Layton, Roger Pineau et John Costello, And I Was There : Pearl Harbor and Midway — Breaking the Secrets, 1985
- (en) Stephen D. Regan, In Bitter Tempest : The Biography of Admiral Frank Jack Fletcher, Iowa State University Press, 1994, 288 p. (ISBN 0-8138-0778-6)
- (en) Hugh Bicheno, Midway, Londres, Orion Publishing Group, 2001
- (en) John B. Lundstrom, The First Team : Pacific Naval Air Combat from Pearl Harbor to Midway, Annapolis, Maryland, Naval Institute Press, 2005, New éd., 547 p. (ISBN 1-59114-471-X)
- (en) John B. Lundstrom, First Team And the Guadalcanal Campaign : Naval Fighter Combat from August to November 1942, Annapolis, Maryland, Naval Institute Press, 2005, New éd., 626 p. (ISBN 1-59114-472-8)
- (en) John B. Lundstrom, Black Shoe Carrier Admiral : Frank Jack Fletcher at Coral Sea, Midway & Guadalcanal, Annapolis, Maryland, Naval Institute Press, 2006, 638 p. (ISBN 1-59114-475-2)
- (en) James L. Bauer, Fletcher, Task Force Commander; the early years of WWII, Manorborn Press, 2010 (ISBN 978-0-9830502-0-9 et 0-9830502-0-1)
- (en) Shuppan Kyodo-sha, Navies of the Second World War Japanese aircraft carriers and destroyers, Macdonald & Co Publishers Ltd., 1968 (ISBN 0-356-01476-2)

### En français
- Oliver Warner, Geoffrey Bennett, Donald G.F.W. Macyntire, Franck Uehling, Desmond Wettern, Antony Preston et Jacques Mordal (trad. de l'anglais), Histoire de la guerre sur mer : des premiers cuirassés aux sous-marins nucléaires, Bruxelles, Elsevier Sequoia, 1976 (ISBN 2-8003-0148-1)
- Antony Preston, Histoire des Destroyers, Paris, Fernand Nathan Éditeurs, 1980 (ISBN 2-09-292039-1)
- Antony Preston (trad. de l'anglais), Histoire des Porte-Avions, Paris, Fernand Nathan Éditeurs, 1980, 191 p. (ISBN 2-09-292040-5)
- Antony Preston, Histoire des croiseurs, Paris, Fernand Nathan Éditeurs, 1981, 191 p. (ISBN 978-2-09-292027-5)
- Philippe Masson, Histoire des batailles navales : de la voile aux missiles, Paris, Éditions Atlas, 1983, 224 p. (ISBN 2-7312-0136-3)
- Bernard Ireland, Cuirassés du XXe siècle, St-Sulpice (Suisse), Éditions Airelles, 2004 (ISBN 2-88468-038-1)